# Tadeusz Czechowicz
Tadeusz Czechowicz (ur. 29 lipca 1935 w Małczu, zm. 25 października 2021 w Łodzi) – polityk polski, doktor nauk technicznych, działacz PZPR, pełniący m.in. funkcję I sekretarza Komitetu Łódzkiego PZPR; poseł na Sejm PRL IX kadencji. Od 19 lipca 1981 do 3 lipca 1986 zasiadał w Biurze Politycznym KC PZPR. W latach 1986–1990 sprawował funkcję ambasadora PRL na Węgrzech.

## Życiorys
Pod koniec lat 50. ukończył studia na Wydziale Włókienniczym Politechniki Łódzkiej. Od 1958 do 1961 pracował jako podmistrz i mistrz w Zakładach Przemysłu Wełnianego im. Gwardii Ludowej, od 1961 pracował w Instytucie Włókiennictwa w Łodzi, gdzie w latach 1965–1969 był adiunktem. Od 1976 posiadał stopień doktora nauk technicznych.
W 1959 przystąpił do Polskiej Zjednoczonej Partii Robotniczej. W latach 1961–1964 kolejno sekretarz i przewodniczący Zarządu Łódzkiego Związku Młodzieży Socjalistycznej, a w latach 1963–1964 członek prezydium Zarządu Głównego ZMS. Od 1969 do 1976 był wiceprzewodniczącym Zarządu Głównego Związku Zawodowego Pracowników Przemysłu Włókienniczego, Odzieżowego i Skórzanego. W latach 1976–1977 kierował Ośrodkiem Doskonalenia Kadr Kierowniczych Przemysłu Lekkiego w Łodzi. W 1977 przeszedł do aparatu PZPR, gdzie sprawował funkcję sekretarza Komitetu Łódzkiego PZPR. W latach 1980–1986 był I sekretarzem Komitetu Łódzkiego PZPR. Na IX Nadzwyczajnym Zjeździe PZPR (lipiec 1981) wszedł w skład Komitetu Centralnego PZPR oraz został wybrany na członka Biura Politycznego Komitetu Centralnego PZPR. W latach 1981–1986 był również przewodniczącym Komisji Młodzieżowej KC PZPR. W Biurze Politycznym KC PZPR zasiadał do lipca 1986, po czym do 1990 był ambasadorem PRL na Węgrzech.
W latach 1983–1988 zastępca przewodniczącego Rady Obywatelskiej Budowy Pomnika Szpitala Centrum Zdrowia Matki Polki.
Odznaczony m.in. Krzyżem Komandorskim (1984) i Kawalerskim Orderu Odrodzenia Polski, Złotym Krzyżem Zasługi, Medalem Komisji Edukacji Narodowej, Srebrnym i Złotym Odznaczeniem im. Janka Krasickiego oraz Honorową Odznaką Miasta Łodzi. Z racji zasiadania w Biurze Politycznym KC PZPR otrzymał również m.in. bułgarski jubileuszowy Medal 100. Rocznicy Urodzin Georgi Dymitrowa (1983), a w 1985 radziecki medal jubileuszowy „Czterdziestolecia zwycięstwa w Wielkiej Wojnie Ojczyźnianej 1941–1945”. Za całokształt pracy w roli ambasadora na Węgrzech został odznaczony Orderem Gwiazdy Węgier ze Złotym Wieńcem. Był również laureatem nagród Komitetu Nauki i Techniki oraz Ministerstwa Nauki, Szkolnictwa Wyższego i Techniki.